# Lespezi (okręg Vrancea)
Lespezi – wieś w Rumunii, w okręgu Vrancea, w gminie Homocea. W 2011 roku liczyła 1015
mieszkańców